# Éclaireuses et Éclaireurs de France
L'Éclaireuses et Éclaireurs de France (EEdF), è un'associazione scout interreligiosa e mista le cui origini risalgono al 1911, si può considerare quindi la più antica organizzazione scout di tutta la Francia. L'Associazione si riserva oggi di circa 17.000 membri di entrambi i sessi. L'EEdF è un membro della Fédération du scoutisme français (FS), e attraverso questa federazione è membro sia della Organizzazione Mondiale del Movimento Scout (WOSM o OMMS) che dell'Associazione mondiale guide ed esploratrici (WAGGGS o AMGE).

## Storia
Nel 1911 in Francia vennero fondate due organizzazioni scout interreligiose: gli Éclaireurs de France (EdF), fondati da Nicolas Benoit, e gli Éclaireurs Français (EF), fondati da Pierre de Coubertin. Tre anni dopo emerse il primo gruppo di guide. Queste ultime due associazioni formarono la Fédération des Éclaireuses (FEE) nel 1921.
Intorno al 1930, André Lefèvre, Capo scout dell'EdF, avviò un campo di formazione per 60 apprendisti provenienti dall'intera Indocina francese.
Durante la Seconda Guerra Mondiale,nel 1941, l'EdF divenne membro della Fédération du Scoutisme Français. A guerra terminata, nel 1947, qualche capo lasciò l'EdF per il suo orientamento laico e fondò gli Éclaireurs Neutres de France (attivi ancora oggi), con un approccio più positivo verso la religione.
Gli Éclaireurs de France (EdF) e la Fédération des Éclaireuses (FEE) iniziarono un processo di mutuo accordo nel 1949. Ciò ha portato a vari Jamboree nazionali congiunti e, infine, nel 1964, alla fusione dell'EdF, dell'EF e del FEE sotto il nome di Eclaireuses et Eclaireurs de France (EEdF).
Nel 1989, cinque piccoli gruppi lasciarono l'EEdF per formare l'odierna Fédération des Éclaireuses et Éclaireurs (FEE).

## Metodo e proposta educativa

### Valori
L'EEdF ha formulato cinque punti fondamentali che fanno da base per l'intera associazione:
- Laicità: L'associazione ed i suoi membri rispettano la diversità del genere umano e di lotta contro ogni tipo di discriminazione e di intolleranza.
- Coeducazione significa educare ragazzi e ragazze negli stessi gruppi per la comprensione e l'accettazione reciproca.
- Democrazia significa avere la possibilità di scegliere tra le pari opportunità, per consentire a tutti i propri diritti e doveri di partecipare a progetti comuni e di prendersi le proprie responsabilità.
- L'apertura e l'aiuto solidale di essere aperti al mondo e agli altri e sviluppare uno spirito di scambio e di lavoro sociale.
- L'Impegno per l'ambiente significa conoscere e capire il mondo, ad agire per la sua protezione e di rispettarne l'equilibrio e l'armonia.

### Sezioni
L'associazione è divisa in sei sezioni, che si distinguono per età (tranne la quinta riservata ai capi adulti): 
- Dai 6 agli 8 anni: "Les Lutins et lutines".
- Dagli 8 agli 11 anni: "Les louveteaux et louvettes".
- Dagli 11 ai 15 anni: "Les éclaireuses et éclaireurs".
- Dai 15 ai 18 anni: "Les Aines" (roverismo).
- Dai 18 ai 25 anni: "Les Djaé"
- Dopo i 25 anni: "Les Responsables d'animation" (capi)

### Promessa Scout
L'EdF era una delle poche associazioni scout che hanno permesso di usare la promessa alternativa di Robert Baden-Powell. Ciò ha portato a gravi turbolenze durante gli anni '50 e infine all'introduzione di una formula religiosa che può essere utilizzata dagli scout e dalle guide ma non è parte integrante della Promessa Scout.

## Stemma
L'arco e la freccia sono stati scelti come emblemi da parte dei fondatori del movimento nel 1911 mentre il trifoglio è stato scelto per le ragazze e le donne. I quattro colori invece (arancione, verde, rosso e blu), rappresentano le quattro fasce d'età dell'associazione.